# Керчаково
Керчаково (вепс. Kerčak) — деревня в Бабаевском районе Вологодской области.
Входит в состав Центрального сельского поселения (с 1 января 2006 года по 13 апреля 2009 года входила в Верхнее сельское поселение), с точки зрения административно-территориального деления — в Верхний сельсовет.
Расположена при впадении реки Курба в Колошму. Расстояние до районного центра Бабаево по автодороге — 110 км, до центра муниципального образования деревни Киино по прямой — 13 км. Ближайшие населённые пункты — Аганино, Верхний Конец, Истомино.

## Население
По переписи 2002 года население — 1 человек.
| 2010 |
| ---- |
| 0    |